# Aborto en Botsuana
El aborto en Botsuana está bajo 3 causales: si el aborto salvará la vida de la madre, si su embarazo pueda ocasionar severos daños a su salud física o mental, o si el embarazo fue producto de una violación o incesto. En Botsuana, los abortos que cumplen con estos requisitos deben realizarse dentro de las primeras 16 semanas de embarazo en un hospital público, y deben tener la aprobación de dos médicos.

## Impacto de leyes restrictivas sobre el aborto
Aunque se reconoce que las mujeres Botsuana tienen algunos de los mejores accesos al aborto de África Subsahariana debido a estas excepciones, muchas mujeres todavía recurren a abortos clandestinos y abortos autoinducidos, que generalmente conducen a la muerte maternal.

## Impactos socioculturales sobre el aborto
En Botsuana, muchas familias todavía siguen la tradición del lobolo, en la que los hombres le pagan a la familia de una mujer para que pueda ser su esposa. Esto establece una expectativa de que los maridos hayan pagado y sean dueños del cuerpo de sus esposas, incluyendo sus derechos reproductivos. Aunque esta mentalidad puede llevar a un embarazo por medio de una violación, es poco probable que los hospitales y clínicas no puedan aprueben la justificación de un aborto por violación, ya que las normas culturales sugieren que los esposos son dueños de los cuerpos de sus esposas.